# Джудіт Мерріл
Джудіт Джозефін Гроссман, відома як Джудіт Мерріл (англ. Judith Merril; 21 січня 1923, Бостон — 12 вересня 1997, Торонто) — американська та канадська письменниця, критик та сценаристка у жанрі наукової фантастики.

## Біографія та творчість
Народилася 21 січня 1923 року в Бостоні, США, в родині Етель та Самуеля Гроссманів. Коли почалася Велика Депресія, батько наклав на себе руки. Навчалася у Дівочій латинській школі (англ. Girls' Latin School). Переїхавши з матір'ю до Нью-Йорка, пішла до середньої школи Морровс Гай (англ. Morrows High), яку закінчила 1939 року.
22 жовтня 1940 року одружилася з Денном Зіссманом, 1942 народила дочку Мерріл (невдовзі письменниця візьме ім'я доньки собі за псевдонім). Згодом чоловіка призвали до армії, а після його повернення з Другої світової війни стосунки погіршилися і вони розійшлися. 1948 року одружилася з Фредеріком Полом, народила дочку Анну. Згодом розлучилася. 24 вересня 1960 року одружилася з Деном Сагруе. 1963 розійшлася.
1969 року разом з дочкою Анною емігрувала до Канади. 1976 року отримала канадське громадянство.
Померла 12 вересня 1997 року від серцевої недостатності в Головній лікарні Торонто.

## Діяльність
Дебютувала як письменниця у травні 1948 року, коли на сторінках журналу «Astounding» з'явилося її перше оповідання у жанрі наукової фантастики — «Це всього лиш мати» (англ. That Only a Mother).
1950 року світ побачив одночасно перший роман та перша збірка письменниці — «Тінь над вогнищем» (англ. Shadow On the Hearth) та «Постріл у темряву» (англ. Shot in the Dark). Вслід вийшли романи «Марсіанський форпост» (англ. Outpost Mars) та «Стрілець Кейд» (англ. Gunner Cade), які Мерріл написала у співавторстві з Сирілом М. Корнбласом.
1960 року вийшла збірка оповідань Мерріл під назвою «Поза межами» (англ. Out of Bounds). 1963 року світ побачив роман «Люди завтрашнього дня» (англ. The Tomorrow People).
З 1956 по 1968 роки укладала антології «Наукова фантастика: найкраще за рік» (всього 12 випусків), куди входили нові експериментальні твори цього жанру. У 1960-ті також працювала редакторкою-оглядачкою журналу «Fantasy & Science Fiction». Увесь 1967 рік провела в Англії, де редагувала антологію «Англія піднімає н. ф.» (англ. England Swings SF).
1969 року випустила збірку оповідань «Дочки Землі» (англ. Daughters of Earth). Наступного року Джудіт Мерріл подарувала свою величезну колекцію науково-фантастичної літератури міській бібліотеці Торонто. 1977 року в Торонто опублікувала збірку «Корабель виживання та інші історії» (англ. Survival Ship).
З 1978 по 1981 роки створювала міні-документалки на 3-7 хвилин, які передували канадському показу телесеріалу «Доктор Хто» та містили філософські коментарі щодо тем, які зачепило це шоу. 1994 написала «Послання деяким марсіанам» для компакт-диску «Візії марсіан», який доставили на Марс космічним шатлом.

## Пам'ять
1997 року Американська асоціація письменників-фантастів присудила Джудіт Мерріл почесне звання «Заслужений автор фантастики», а 2013 року її включили до Зали слави наукової фантастики та фентезі. Емілі Пол-Веарі, онука письменниці, доуклала автобіографію своєї бабусі та 2002 року видала книгу під назвою «Краще треба було любити: Життя Джудіт Мерріл» (англ. Better to Have Loved: The Life of Judith Merril).